# Afterkralle

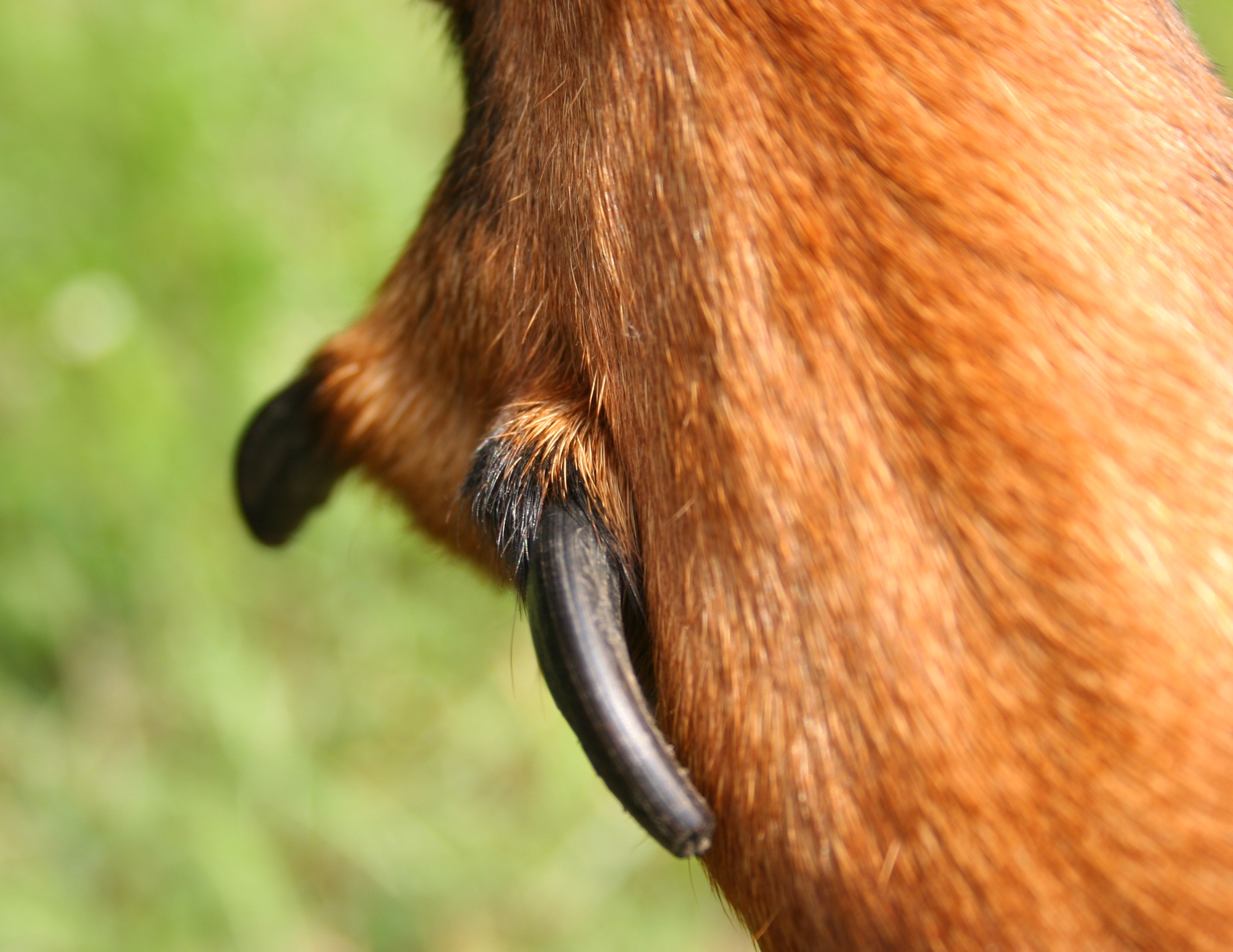
Doppelte Wolfskralle beim Beauceron

Die Afterkralle oder Afterzehe, bei Hunden oft auch Wolfskralle oder Wolfsklaue genannt, ist eine bei manchen Tieren vorkommende erste Zehe an der Innenseite der Hinterläufe, die beim Laufen keinen Bodenkontakt hat.

## Anatomie
Verglichen mit der menschlichen Anatomie entspricht sie der Großen Zehe. Wenn die Wolfskralle ausgebildet ist, kann sie in unterschiedlicher Ausprägung auftreten. Meist fehlt das erste Zehenglied (Phalanx proximalis), in der am stärksten rudimentären Form besteht sie nur aus einem Zehenglied (Phalanx distalis), welches von der Kralle umschlossen ist.

## Abgrenzung
Die Wolfskralle ist zu unterscheiden von der Daumenkralle, der ersten Zehe an der Innenseite der Vorderläufe. Diese ist bei allen Hunden und zahlreichen anderen Säugetieren vorhanden und besitzt zwei Zehenglieder. Kurz: Die Wolfskralle ist hinten, die Daumenkralle vorn.

## Wolfskralle bei Hunden

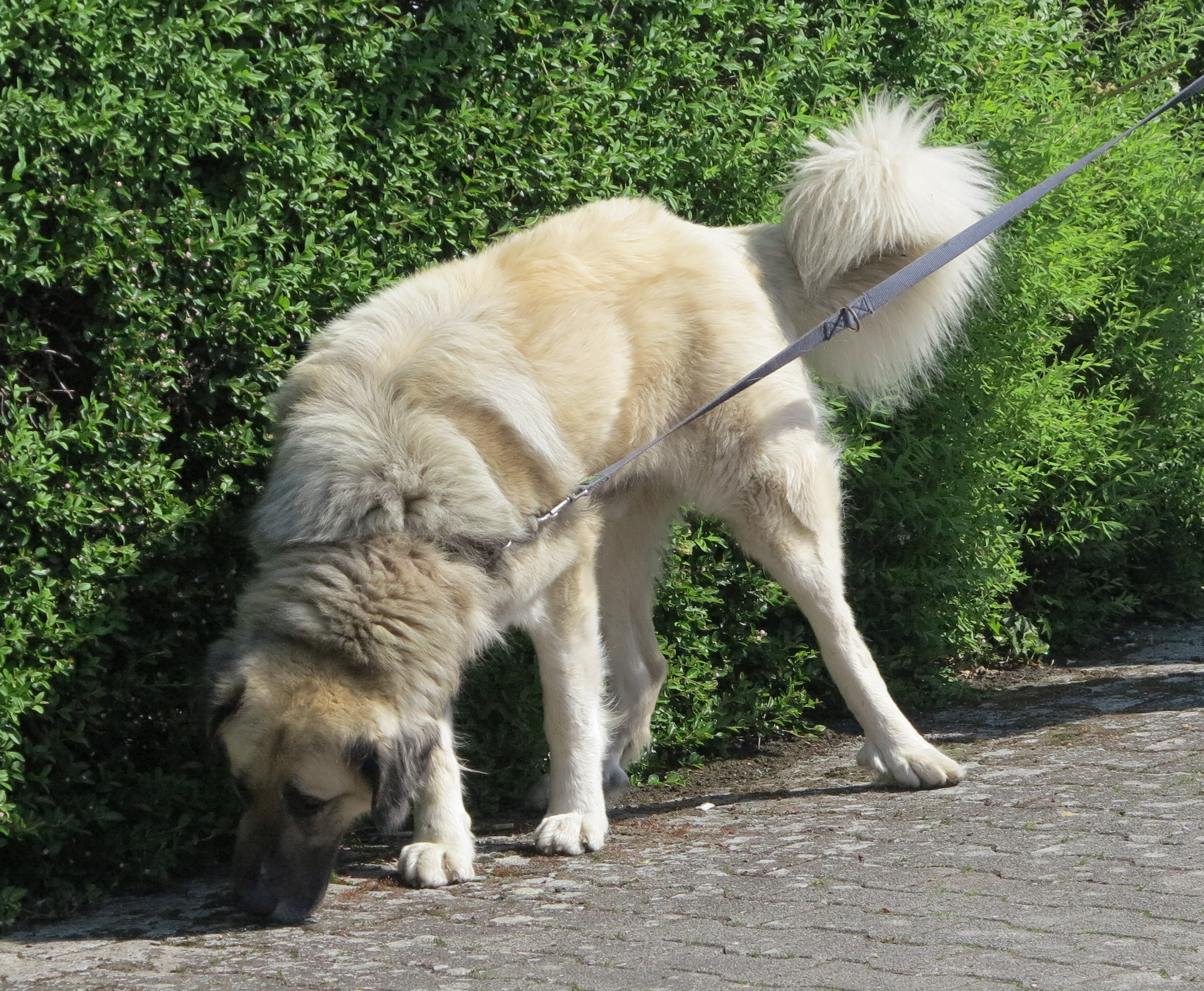
Kangal mit Afterkrallen und Kuhhessigkeit der Hinterläufe

Obwohl es der Name nahelegt, haben Wölfe die Wolfskralle nicht, wohl aber manche Hunderassen.

### Rechtliches
Laut deutschem Tierschutzgesetz vom 1. Juni 1998 ist eine Entfernung der Wolfskrallen verboten (§ 6, Abs. 1). Nur in Fällen, in denen diese zusätzliche Kralle zu Verletzungen führt, darf sie entfernt werden. Das trifft besonders dann zu, wenn sie ohne eine knöcherne Verbindung nur in der Haut hängt.

### Besonderheiten
Bei manchen Rassen wie Berger de Brie oder Beauceron sind die Afterkrallen doppelt vorhanden und auch vom FCI-Standard verlangt.